# 瞳の奥の秘密
『瞳の奥の秘密』（ひとみのおくのひみつ、スペイン語: El secreto de sus ojos、英語: The Secret in Their Eyes）は、2009年のアルゼンチン映画。第82回アカデミー賞外国語映画賞を受賞した。2015年にはハリウッドで『シークレット・アイズ』としてリメイクされた。

## ストーリー
ブエノスアイレスの連邦刑事裁判所を定年退職したベンハミンは、25年前に起きたある悲惨な事件を描いた小説を執筆しようとしている。それは新婚の美しい女性が自宅で暴行殺害された事件で、ベンハミンが同僚のパブロや上司のイレーネとともに、苦労の末に真犯人を逮捕したという忘れられない記憶だった。事件は解決したかに見えたが、その後不可解な経緯をたどっていた。事件の真相を暴いていく中で、同時にもう一つの真実が明らかになっていく。

## キャスト
※括弧内は日本語吹き替え。
- ベンハミン・エスポシト: リカルド・ダリン（菅生隆之）
- イレーネ・メネンデス・ヘイスティングス: ソレダ・ビジャミル（藤本喜久子）
- リカルド・モラレス: パブロ・ラゴ（落合弘治）
- イシドロ・ゴメス: ハビエル・ゴディーノ（土田大）
- リリアナ・コロト: カルラ・ケベド
- パブロ・サンドバル: ギレルモ・フランチェラ（田原アルノ）
- フォルトゥーナ判事：マリオ・アラルコン（中博史）
- ロマーノ：マリアーノ・アルジェント（佐々木梅治）

※その他の声の吹き替え：魚建／羽飼まり／外谷勝由／染谷龍将／安永亜季／清水みか／玉野井直樹／紺野相龍

## 評価
製作国アルゼンチンでは週末興行収入ランキングで11週連続1位となった。アルゼンチンのスール賞では17部門でノミネートされ、そのうち13部門を受賞した。銀のコンドル賞では作品賞を受賞した。

### 受賞・ノミネート
| 賞                 | 部門                 | 候補者                                          | 結果       |
| ------------------ | -------------------- | ----------------------------------------------- | ---------- |
| 第82回アカデミー賞 | 外国語映画賞         | 外国語映画賞                                    | 受賞       |
| 第24回ゴヤ賞       | 作品賞               | 作品賞                                          | ノミネート |
| 第24回ゴヤ賞       | スペイン語外国映画賞 | スペイン語外国映画賞                            | 受賞       |
| 第24回ゴヤ賞       | 主演男優賞           | リカルド・ダリン                                | ノミネート |
| 第24回ゴヤ賞       | 撮影賞               | フェリックス・モンティ                          | ノミネート |
| 第24回ゴヤ賞       | 監督賞               | フアン・ホセ・カンパネラ                        | ノミネート |
| 第24回ゴヤ賞       | 音楽賞               | フェデリコ・フシド                              | ノミネート |
| 第24回ゴヤ賞       | 美術賞               | マルセロ・ポント・ベルジェス                    | ノミネート |
| 第24回ゴヤ賞       | 脚色賞               | エドゥアルド・サチェリ フアン・ホセ・カンパネラ | ノミネート |
| 第24回ゴヤ賞       | 新人女優賞           | ソレダ・ビジャミル                              | 受賞       |